# Preston North End
Preston North End Football Club (engleză ˈprɛstən ˈnɔrθ ˈɛnd) este o echipă de fotbal din Preston, Anglia, care evoluează în EFL Championship. Clubul a fost membru fondator a ligii engleze de fotbal (1888), și a fost campioana primei ediții

## Istoric
La începuturi, în 1863 clubul a fost destinat cricketului, pentru ca în 1877 să adopte o nouă ramură sportivă - rugby.
În 1888, Preston North End Football Club a fost membru fondator al Football League. La finele sezonului, avea să devină primul club englez care realizează dubla, câștigând Cupa și Campionatul fără a primi gol. Datorită acestor performanțe Preston North End Football Club a primit porecla de The Invincibles - Invincibilii. În sezonul 1889-90, Preston devine din nou campioana Angliei, dar de atunci singurul trofeu câștigat a fost Cupa Angliei, în 1938, după o finală cu Huddersfield Town.

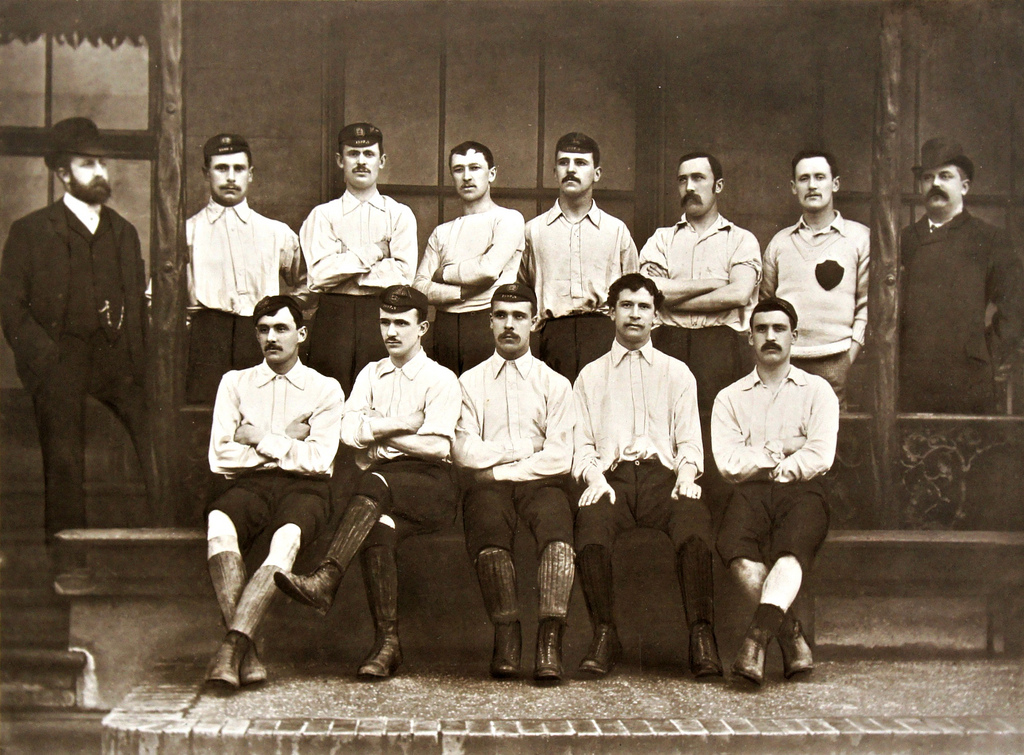
Preston North End FC în 1899 cu ocazia realizării Dublei

Până în 1961, Preston era o prezență obișnuită în First Division, eșalonul de elită al Angliei, dar după retrogradarea în divizia secundă la finalul sezonului 1960-61, echipa nu a mai reușit revenirea în prima ligă.
În 1964, Preston a ajuns din nou în finala Cupei Angliei, pierdută însă cu 3-2 contra lui West Ham United. În 1970, echipa a retrogradat în Divizia a Treia. La finalul anilor 1980, clubul a fost aproape de faliment.
Jucător al echipei, fundașul David Moyes a fost numit și antrenor, în februarie 1998 și sub conducerea sa echipa a promovat în al doilea eșalon al campionatului englez, fiind chiar aproape de Premier League în 2001 când a ajuns în finala play-offului din First Division, fiind învinsă de Bolton Wanderers. În 2005, Preston a ajuns din nou în finala play-offului, de această dată sub conducerea lui Billy Davies, succesorul lui Moyes, dar și de această dată a fost ratată promovarea după înfrângerea cu West Ham.
În 2011, echipa a retrogradat din nou în a treia divizie, dar a revenit în EFL Championship în 2015.

## Palmares
- Football League (1888-1892)
  - Campioană: 1888-89, 1889-90
  - Vice-Campioană: 1890-91, 1891-92

- Football League First Dision
  - Vice-Campioană: 1892–93,  1905–06,  1952–53,  1957–58

- FA Cup
  - Campioană: 1888-1889, 1937-1938

- Football League Second Division
  - Campioană: 1903-04, 1912-13, 1950-51

- Football League War Cup
  - Campioană: 1941

## Istoricul antrenorilor
Aici sunt incluși antrenorii care au peste 100 de meciuri pe banca clubului Preston North End FC:
- Până la 11 mai 2009:

| Antrenor      | Naționalitate | Perioadă   | M   | V   | E  | Î   | V %   | Media pct. |
| ------------- | ------------- | ---------- | --- | --- | -- | --- | ----- | ---------- |
| Will Scott    | Anglia        | 1949-1953  | 163 | 78  | 36 | 49  | 47.85 | 1.65       |
| Cliff Britton | Anglia        | 1956-1961  | 230 | 102 | 54 | 74  | 44.35 | 1.56       |
| Jimmy Milne   | Scoția        | 1961-1968  | 350 | 126 | 96 | 128 | 36.00 | 1.35       |
| Alan Ball     | Anglia        | 1970-1973  | 118 | 44  | 36 | 38  | 37.29 | 1.42       |
| Nobby Stiles  | Anglia        | 1977-1981  | 174 | 56  | 67 | 51  | 32.18 | 1.35       |
| John McGrath  | Anglia        | 1986-1990  | 192 | 74  | 53 | 65  | 38.54 | 1.43       |
| Gary Peters   | Anglia        | 1994-1998  | 159 | 72  | 41 | 46  | 45.28 | 1.61       |
| David Moyes   | Scoția        | 1998-2002  | 234 | 113 | 58 | 63  | 48.29 | 1.70       |
| Craig Brown   | Scoția        | 2002-2004  | 106 | 36  | 30 | 40  | 33.96 | 1.30       |
| Billy Davies  | Scoția        | 2004-2006  | 101 | 45  | 35 | 21  | 45.55 | 1.68       |
| Alan Irvine   | Scoția        | 2007- 2009 | 111 | 45  | 26 | 40  | 40.54 | 1.45       |